# Te lo agradezco, pero no
«Te lo agradezco, pero no» es el segundo sencillo del álbum El tren de los momentos de Alejandro Sanz, lanzado durante el primer cuarto del 2007. La canción cuenta con la colaboración musical de Shakira.
La canción se trata del segundo dueto grabado entre Shakira y Alejandro Sanz, después del éxito «La tortura» lanzada del álbum Fijación oral vol. 1 de Shakira.

## Video
El videoclip de este sencillo, fue grabado en el 2006 en Nueva York y fue dirigido por el director español Jaume De Laiguana. Su lanzamiento mundial se realizó el 11 de enero de 2007, sin embargo, el día anterior ya había sido estrenado de manera exclusiva en varios medios televisivos. La historia es una continuación del primer sencillo de El tren de los momentos "A la primera persona", de modo que este, comienza justo donde termina el anterior. En el mismo, aparecen Sanz y Shakira en una calle de Brooklyn, bajo un puente, ejecutando una simple pero bien elaborada coreografía, con la utilización de diversos planos, una iluminación impecable y un leve todo documentalista. El video es inusual dado que Alejandro Sanz baila, cosa que anteriormente no hacía en sus videos. En Youtube el video supera 80 millones de visitas.

## Listados
Esta canción alcanzó su primer #1 en Paraguay antes de ser lanzado el video musical. En Argentina también fue un gran éxito tanto su canción como su video. Encabezó los listados de varios países latinoamericanos.
Entre tanto, en las 40 principales de España debutó en la posición #30, para luego ascender al puesto número uno, en tan solo dos meses. Ésta es la vez número 17 que Alejandro Sanz llega al uno de los 40, y la número 8 para Shakira. 
En el Hot Latin Tracks de Billboard, la canción debutó como el Hot Shot Debut de la semana en la posición #22. En la segunda semana ascendió significativamente hasta el puesto 14. El primero de marzo de 2007, en su quinta semana, se posiciona como la canción número 1 de este conteo, lugar que ambos artistas han logrado en diferentes ocasiones, incluso juntos, con La Tortura.
En el Latin Rhythm Airplay escaló hasta la posición #28 (pocas canciones logran ingresar a ese chart), en el Latin Pop Airplay se apoderó del primer lugar, en el Latin Tropical Airplay fue #4. mientras que en el Hot 100 Airplay llegó al #72 siendo de las pocas canciones en español que logra esa hazaña, donde acostumbran a estar canciones en inglés.
Fue el video más exitoso del 2007 en Iberoamérica y la canción quedó en sexto lugar en el ranking de las canciones más exitosas del 2007